# Alejandro Sabella
Alejandro Javier Sabella (Buenos Aires, 5 de noviembre de 1954-Buenos Aires, 8 de diciembre de 2020) fue un futbolista y entrenador argentino que destacó en primera instancia por la obtención de la Copa Libertadores 2009 con Estudiantes de La Plata y el excelente planteo táctico realizado en la Final de la Copa Mundial de Clubes del año 2009 frente al Barcelona de Pep Guardiola, quedando a 2 minutos de vencerlo 1-0. Luego al frente de la Selección Argentina obtendría el segundo lugar en la Copa Mundial de Fútbol de 2014. 
Durante mucho tiempo fue ayudante de campo del entonces entrenador Daniel Passarella, con quien conformó el cuerpo técnico de diversos equipos, como la selección argentina de fútbol, Perugia, Fiorentina, Parma y Udinese italianos, el Monterrey mexicano, el Corinthians brasilero y River Plate en su país natal. 
En el año 2009 asume como director técnico de Estudiantes de La Plata en lo que fue su primera experiencia como entrenador. Al mando del "Pincha" conquistó la Copa Libertadores de ese mismo año y el Torneo Apertura del año siguiente disputando también una épica Final de la Copa Mundial de Clubes ante un equipo como el Fútbol Club Barcelona considerado por algunas fuentes como el mejor equipo de la historia.
Dichos logros lo llevarían a la Selección Argentina, luego de la salida de Sergio Batista. Al mando de la selección argentina, logró el primer lugar en las Eliminatorias Sudamericanas llegando a la final del Mundial 2014, (Argentina no alcanzaba dicha instancia desde el Mundial de Italia 1990) cayendo derrotado tras un disputado encuentro definido en tiempo extra que coronaría a Alemania como campeona del certamen.
Destacó también por su labor social en el contexto de la Inundación en La Plata de 2013 cuando suspendió sus actividades como entrenador para alojar a los damnificados del desastre.

## Trayectoria como futbolista

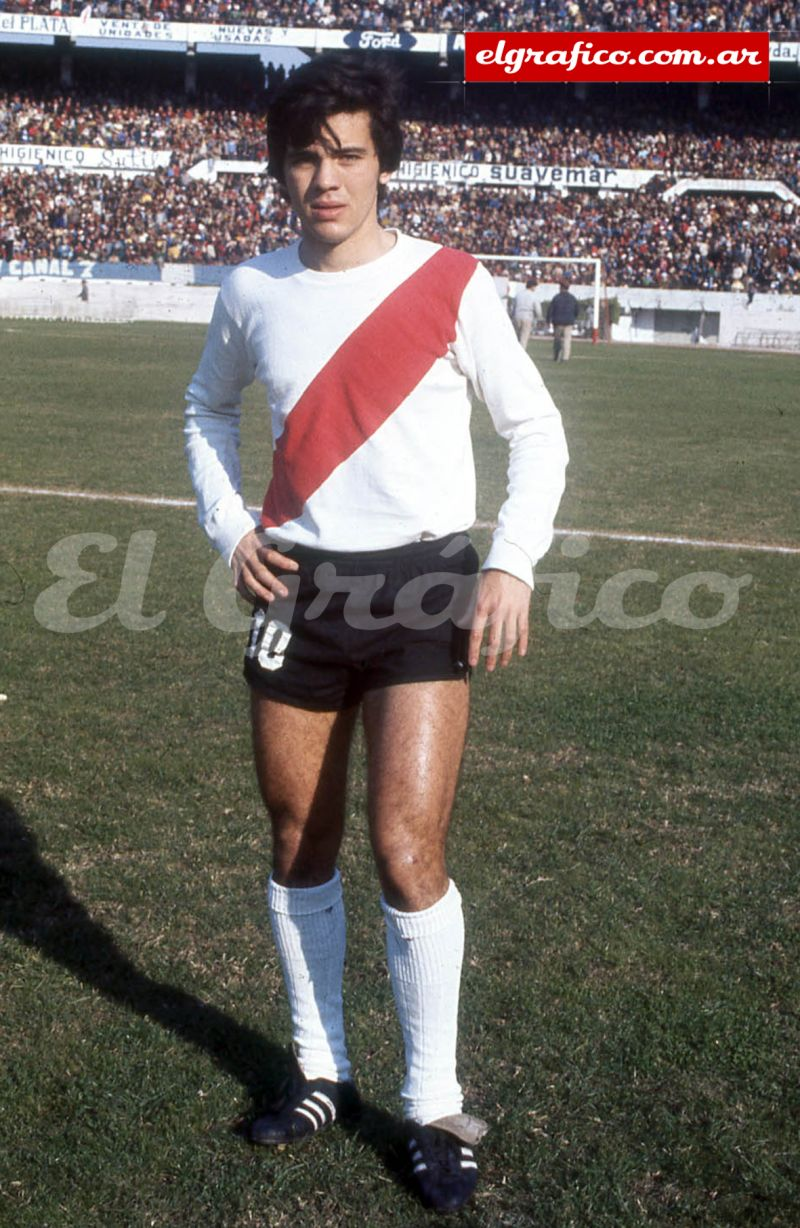
Alejandro Sabella como jugador de River Plate en 1976.

### River Plate: Inferiores y a la Primera División (1970-1978)
Se inició en las inferiores del Club Atlético River Plate, y fue, desde un principio, señalado como un 10 clásico de "Los Millonarios". Era el tiempo de Norberto Alonso, y sobre sus espaldas tenía una gran responsabilidad. Habilidoso e inteligente, no desentonó y formó parte del plantel de Ángel Labruna que ganó varios campeonatos, pero alternando en la Primera. En 4 años llegó a disputar 118 partidos y convertir 11 goles, pero la comparación con Alonso lo perjudicó en la consideración general.

### Inglaterra (1978-1981)

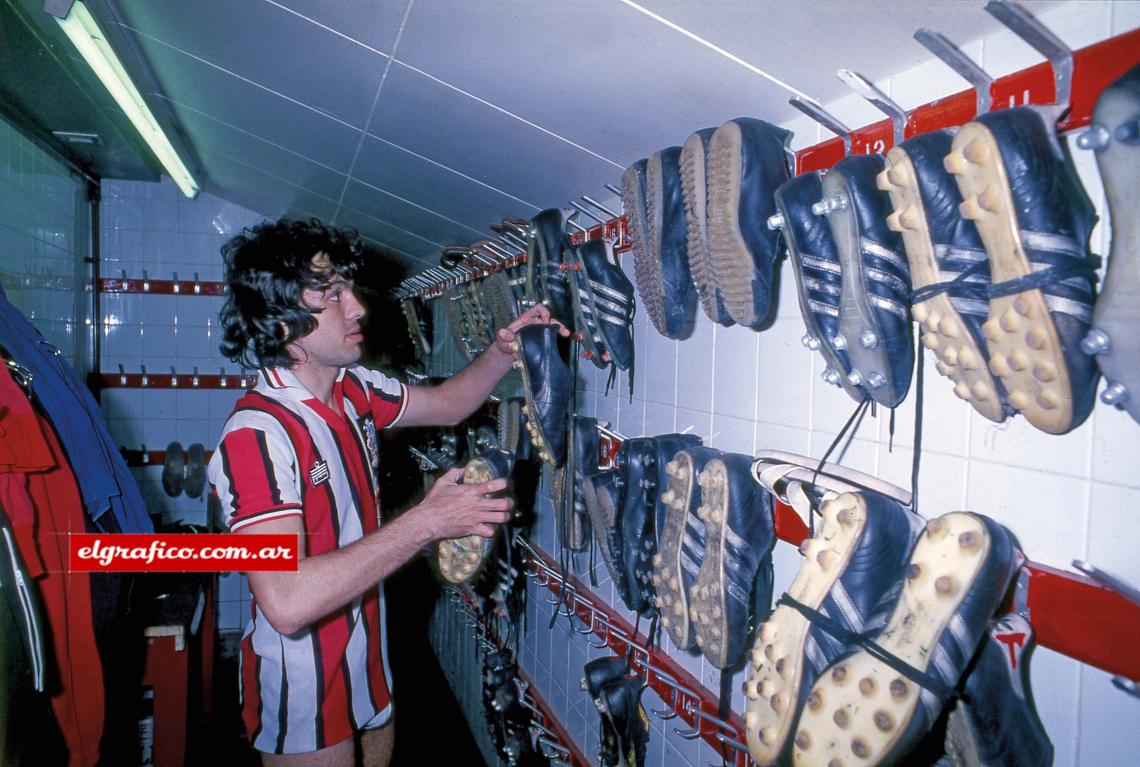
Sabella en el vestuario del Sheffield

En 1978 fue vendido por River al Sheffield United, de la Tercera División de Inglaterra. Su buena labor le permitió pasar a Leeds United, de la Primera. Le fue bien, pero tendría que regresar a Argentina.

### Estudiantes de La Plata (1981-1987)
En diciembre de 1981 comenzó a buscar un club de Argentina, y fue vendido a Estudiantes de La Plata. De la mano de su entrenador, Carlos Salvador Bilardo, el equipo llegó a las semifinales del torneo Nacional de 1982 (Sabella sufrió una lesión en la primera semifinal de la serie contra Quilmes). Luego, en el campeonato Metropolitano de ese mismo año, junto con Marcelo Trobbiani, José Daniel Ponce y Miguel Ángel Russo, formaría el exquisito mediocampo del equipo de Estudiantes que ganó dos campeonatos.
Cuando Bilardo se hizo cargo de la Selección de fútbol de Argentina, Sabella compitió por un lugar con los veteranos Alonso y Bochini, y jugadores más jóvenes como Carlos Tapia, Jorge Burruchaga y Ricardo Gareca. Pero una sombra aún más grande fue la lanzada por el rey de la generación de los años 1980, Diego Armando Maradona. Es por esto que Sabella jugó sólo cuatro veces para el equipo nacional, durante la Copa América 1983 y no logró ser convocado para la Copa Mundial de Fútbol de 1986.

### Ferro Carril Oeste (1987-1988)
En la temporada 1987-88, Sabella se incorporó al Club Ferro Carril Oeste, que estaba en un proceso de recambio de su plantel. En esa temporada disputó 27 partidos y convirtió 2 goles. Luego jugaría en Irapuato, donde pondría fin a su carrera como futbolista.

## Trayectoria como entrenador

### Segundo entrenador (1990-2009)
Tras retirarse del fútbol como jugador, Sabella se convirtió en entrenador, aunque en primera instancia se desempeñó mayormente como ayudante de campo de Daniel Passarella. La dupla entrenó a la Selección Argentina, al Parma AC de Italia, a la Selección de fútbol de Uruguay, al Monterrey de México, y en Brasil al Corinthians. También fue entrenador en las divisiones inferiores de River Plate. En 2006 fueron contratados nuevamente por el Club Atlético River Plate, que terminó en el tercer lugar en el Torneo Apertura de ese año.

### Estudiantes de La Plata (2009-2011)
El 15 de marzo de 2009, Sabella asumió como Director Técnico de Estudiantes de La Plata, club con el cual logró la tan laureada y destacada Copa Libertadores en el mismo año.
Luego, en diciembre de 2009, dirigiría a su equipo en el Mundial de Clubes, donde llegaría hasta la final, siendo vencido por el elenco de Pep Guardiola, el FC Barcelona, por 2 a 1.
También al ganar la Copa Libertadores 2009 disputó el partido decisivo de la Recopa Sudamericana 2010 donde su elenco fue derrotado por la Liga de Quito.
En 2010 logró un título local tras sumar 45 puntos en el campeonato. Pese a las bajas de José Sosa, Mauro Boselli, Marcos Angeleri, Christian Cellay, Clemente Rodríguez y Marcelo Carrusca, supo sortear las distintas dificultades que se le presentaron para coronarse nuevamente campeón.
En febrero de 2011, presentó la renuncia debido a su disconformidad con los dirigentes y según algunas fuentes, desgastada su relación con Juan Sebastián Verón -versión que fue desmentida por el propio Juan Sebastián y también por Sabella- quien en un encuentro por el festejo del título obtenido en el año 2010, manifestó: "No voy a hablar, me podés seguir preguntando pero no voy a contestar. No tuve ningún problema con ningún jugador(...)"- y la 'Brujita' manifestó emotivamente: "Sabella nos dejó mucho y quedarnos sin él fue difícil, pero de a poco nos vamos recuperando. Muchos de nosotros nos mantenemos en contacto con él y el cuerpo técnico. Ojalá pueda volver al club, es uno de esos personajes que queda grabado en la historia de la institución".

### Selección de Argentina (2011-2014)

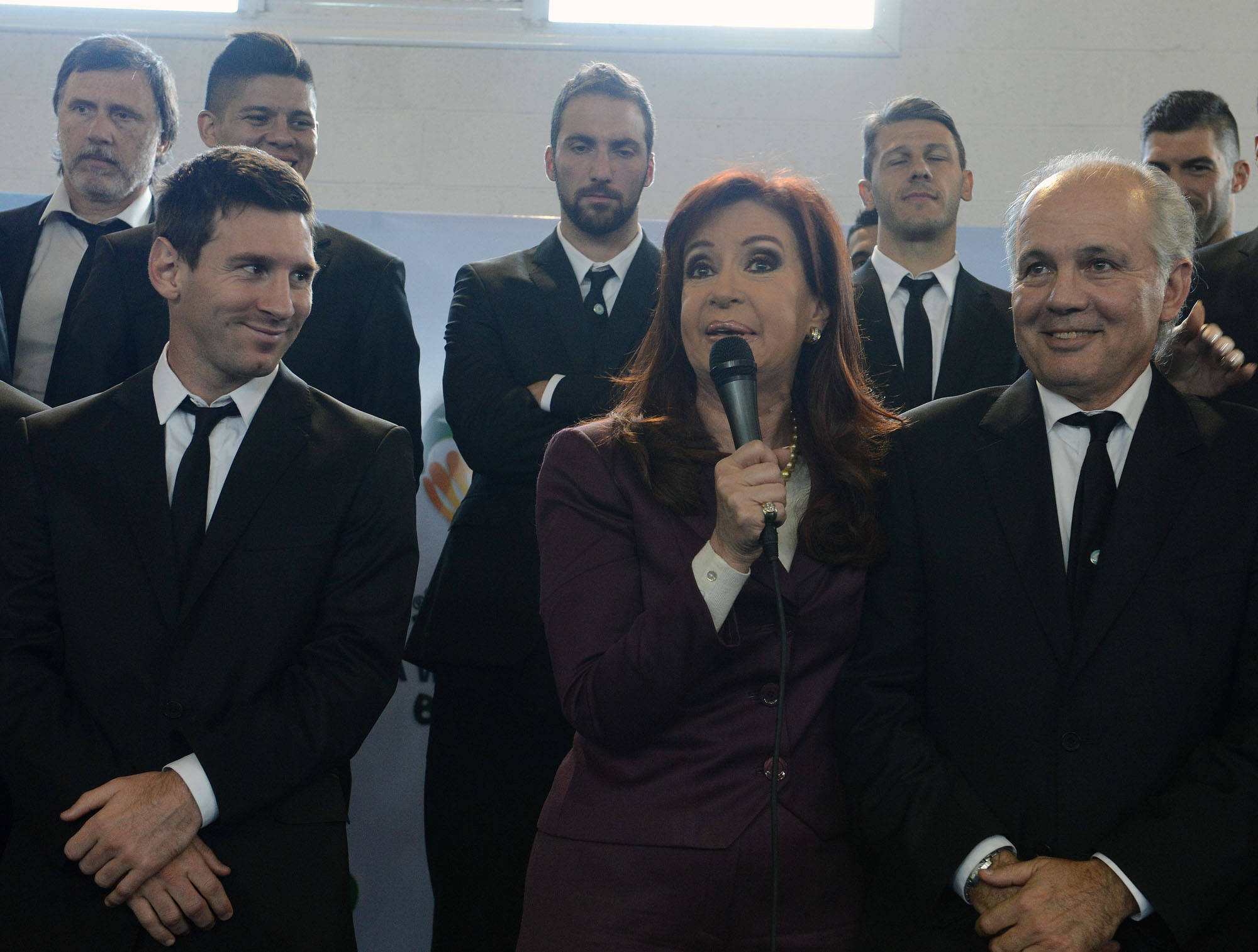
La selección de Argentina tras la final de la Copa Mundial de Fútbol de 2014, reunidos con la presidenta Cristina Fernández de Kirchner.

En el mismo mes de su renuncia, la ANFP lo voceó como principal candidato a suceder a Marcelo Bielsa como entrenador de la Selección Chilena de Fútbol.
En el año 2011, firmó un contrato con el club Al-Jazira Sporting Club en los Emiratos Árabes Unidos para dirigirlo, pero luego fue contratado por la Asociación del Fútbol Argentino para ser el sucesor de Sergio Batista en la dirigencia técnica de la Selección absoluta argentina, dejando atrás a otros candidatos como Carlos Bianchi o Gerardo Martino. Fue presentado en el predio de Ezeiza el 6 de agosto de 2011 y le dio la capitanía de la Selección a Lionel Messi. En su primer cotejo al frente de la Selección de Fútbol Argentina, le ganó a la Selección de Venezuela por 1-0 con un gol de cabeza de Nicolás Otamendi luego de un centro de Lionel Messi. Llevó a la albiceleste al subcampeonato en el Mundial 2014, antes de ceder su puesto a Gerardo Martino.
El 3 de agosto de 2015, fue anunciado como nuevo seleccionador de Arabia Saudí. Sin embargo, tras varios días de negociaciones, rechazó la oferta.

## Filosofía de juego
Alejandro Sabella fue partidario durante toda su carrera de valores deportivos como la humildad, el colectivismo, el respeto hacia los compañeros. Se ganó la admiración y cariño de muchos hinchas por su espíritu de humildad y sencillez. Según sus jugadores dirigidos, creaba siempre un ambiente interno de comunión grupal, respeto y compromiso. Se consideró a sí mismo como un aprendiz de Osvaldo Zubeldía, de quien dijo "conocer todo, excepto tu voz". Fue nombrado ciudadano ilustre de La Plata en 2012, y una calle de esa ciudad, que cruza el estadio de Estudiantes de La Plata, lleva su nombre.

## Muerte
Sabella fue internado en el Instituto Cardiovascular de Buenos Aires por “una descompensación” que sufrió el mismo día que murió Diego Maradona, el 25 de noviembre de 2020. Si bien en un principio mejoró y estaba por recibir el alta, contrajo luego un virus intrahospitalario que complicó su cuadro. Se le indujo un coma bajo medicación, del cual se despertó el sábado por la noche y hasta se le permitió tomar contacto con sus familiares.
Sabella falleció a las 12:15 del martes 8 de diciembre de 2020, tras pasar 13 días internado en el Instituto de Cardiología de Buenos Aires (ICBA). En el parte médico se indicó que su fallecimiento fue como consecuencia de cardiopatías de larga data. 
En la cuenta de Twitter de Estudiantes de la Plata, uno de los clubes que dirigió Sabella, se indicó que en términos médicos, el exentrenador padecía: “Cardiopatía dilatada secundaria y cardiotoxicidad, habiendo ingresado el 25 de noviembre del 2020, con ‘shock’ cardiogénico e infección previa”.
La AFA facilitó sus instalaciones del predio de Ezeiza para las exequias del futbolista. Numerosas personalidades del fútbol expresaron sus condolencias y pésame por la pérdida del famoso futbolista, incluso en el Reino Unido donde lo recordaron por su paso por Sheffield.

## Participaciones en Copas del Mundo

### Como asistente técnico
| Mundial                        | Sede    | Resultado        |
| ------------------------------ | ------- | ---------------- |
| Copa Mundial de Fútbol de 1998 | Francia | Cuartos de final |

### Como entrenador
| Mundial                        | Sede   | Resultado  |
| ------------------------------ | ------ | ---------- |
| Copa Mundial de Fútbol de 2014 | Brasil | Subcampeón |

## Clubes

### Como jugador
| Club                    | País       | Año       | Partidos | Goles |
| ----------------------- | ---------- | --------- | -------- | ----- |
| River Plate             | Argentina  | 1974-1978 | 118      | 11    |
| Sheffield United        | Inglaterra | 1978-1980 | 76       | 20    |
| Leeds United            | Inglaterra | 1980-1981 | 27       | 12    |
| Estudiantes de La Plata | Argentina  | 1982-1985 | 113      | 25    |
| Gremio (préstamo)       | Brasil     | 1985      | 10       | 0     |
| Estudiantes de La Plata | Argentina  | 1986-1987 | 58       | 9     |
| Ferro                   | Argentina  | 1987-1988 | 27       | 2     |
| Irapuato                | México     | 1988-1989 | 31       | 0     |

### Como formador
| Club                  | País      | Año       |
| --------------------- | --------- | --------- |
| River Plate (reserva) | Argentina | 1990-1994 |

### Como asistente técnico
| Club                   | País      | Año       |
| ---------------------- | --------- | --------- |
| River Plate            | Argentina | 1990-1994 |
| Selección de Argentina | Argentina | 1994-1998 |
| Parma F. C.            | Italia    | 2001-2003 |
| Monterrey              | México    | 2002-2003 |
| S. C. Corinthians      | Brasil    | 2005      |
| River Plate            | Argentina | 2006-2007 |

### Como entrenador
| Club                    | País      | Año       |
| ----------------------- | --------- | --------- |
| Estudiantes de La Plata | Argentina | 2009-2010 |
| Selección de Argentina  | Argentina | 2011-2014 |

## Estadísticas

### Como jugador

#### En clubes
| River Plate Argentina | 1.ª                 | 1974                | 10  | 0  | —  | — | —  | — | —  | — | 10  | 0  | 0,00 |
| River Plate Argentina | 1.ª                 | 1975                | 29  | 4  | —  | — | —  | — | —  | — | 29  | 4  | 0.14 |
| River Plate Argentina | 1.ª                 | 1976                | 38  | 3  | —  | — | —  | — | 9  | 0 | 47  | 3  | 0.06 |
| River Plate Argentina | 1.ª                 | 1977                | 31  | 4  | —  | — | —  | — | 5  | 0 | 36  | 4  | 0.11 |
| River Plate Argentina | 1.ª                 | 1978                | 9   | 0  | —  | — | —  | — | 1  | 0 | 10  | 0  | 0,00 |
| River Plate Argentina | Total club          | Total club          | 117 | 11 | 0  | 0 | 0  | 0 | 15 | 0 | 132 | 11 | 0.08 |
| Sheffield United Inglaterra | 2.ª                 | 1978-79             | 39  | 3  | —  | — | 4  | 0 | —  | — | 43  | 3  | 0.07 |
| Sheffield United Inglaterra | 3.ª                 | 1979-80             | 37  | 5  | —  | — | 2  | 0 | —  | — | 39  | 5  | 0.13 |
| Sheffield United Inglaterra | Total club          | Total club          | 76  | 8  | 0  | 0 | 6  | 0 | 0  | 0 | 82  | 8  | 0.10 |
| Leeds United Inglaterra | 1.ª                 | 1980-81             | 23  | 2  | —  | — | 4  | 0 | —  | — | 27  | 2  | 0.07 |
| Estudiantes de La Plata Argentina | 1.ª                 | 1982                | 48  | 1  | —  | — | —  | — | —  | — | 48  | 1  | 0.02 |
| Estudiantes de La Plata Argentina | 1.ª                 | 1983                | 33  | 4  | —  | — | —  | — | 9  | 0 | 42  | 4  | 0.10 |
| Estudiantes de La Plata Argentina | 1.ª                 | 1984                | 32  | 2  | —  | — | —  | — | 5  | 0 | 37  | 2  | 0.05 |
| Estudiantes de La Plata Argentina | 1.ª                 | 1985                | 14  | 2  | —  | — | —  | — | —  | — | 14  | 2  | 0.14 |
| Estudiantes de La Plata Argentina | Total 1.ª etapa     | Total 1.ª etapa     | 127 | 9  | 0  | 0 | 0  | 0 | 14 | 0 | 141 | 9  | 0.06 |
| Grêmio FBPA · Brasil | 1.ª                 | 1985                | 10  | 0  | 13 | 1 | —  | — | —  | — | 23  | 1  | 0.04 |
| Grêmio FBPA · Brasil | 1.ª                 | 1986                | —   | —  | 6  | 1 | —  | — | —  | — | 6   | 1  | 0.17 |
| Grêmio FBPA · Brasil | Total club          | Total club          | 10  | 0  | 19 | 2 | 0  | 0 | 0  | 0 | 29  | 2  | 0.07 |
| Estudiantes de La Plata Argentina | 1.ª                 | 1986-87             | 22  | 1  | —  | — | —  | — | —  | — | 22  | 1  | 0.05 |
| Estudiantes de La Plata Argentina | Total club          | Total club          | 149 | 10 | 0  | 0 | 0  | 0 | 14 | 0 | 163 | 10 | 0.06 |
| Ferro Carril Oeste Argentina | 1.ª                 | 1987-88             | 27  | 2  | —  | — | —  | — | —  | — | 27  | 2  | 0.07 |
| CD Irapuato · México | 1.ª                 | 1988-89             | 31  | 0  | —  | — | —  | — | —  | — | 31  | 0  | 0,00 |
| Total en su carrera | Total en su carrera | Total en su carrera | 433 | 33 | 19 | 2 | 10 | 0 | 29 | 0 | 491 | 35 | 0.07 |
| (1) Incluye datos de Campeonato Gaúcho (1985-86). (2) Incluye datos de FA Cup (1978-81) y Copa de la Liga de Inglaterra (1978-81). (3) Incluye datos de Copa Libertadores de América (1976-84). (4) Media de goles por encuentro. No incluye goles en partidos amistosos. |                     |                     |     |    |    |   |    |   |    |   |     |    |      |

### Como entrenador
| Equipo                | Div.              | Temporada         | Liga  | Liga | Liga | Liga | Liga | Copa  | Copa | Copa | Copa | Internacional | Internacional | Internacional | Internacional | Internacional | Totales | Totales | Totales | Totales | Totales     | Totales | Totales | Totales |
| Equipo                | Div.              | Temporada         | Part. | G    | E    | P    | Pos. | Part. | G    | E    | P    | Part.         | G             | E             | P             | Pos.          | Part.   | G       | E       | P       | Rendimiento | GF      | GC      | Dif.    |
| --------------------- | ----------------- | ----------------- | ----- | ---- | ---- | ---- | ---- | ----- | ---- | ---- | ---- | ------------- | ------------- | ------------- | ------------- | ------------- | ------- | ------- | ------- | ------- | ----------- | ------- | ------- | ------- |
| Estudiantes Argentina | 1.ª               | 2009-C            | 13    | 7    | 4    | 2    | 6°   | -     | -    | -    | -    | 11            | 8             | 3             | 0             | 1°            | 24      | 15      | 7       | 2       | 72.22%      | 37      | 13      | +24     |
| Estudiantes Argentina | 1.ª               | 2009-A            | 19    | 9    | 4    | 6    | 8°   | -     | -    | -    | -    | 2             | 1             | 0             | 1             | 2°            | 21      | 10      | 4       | 7       | 53.97%      | 31      | 22      | +9      |
| Estudiantes Argentina | 1.ª               | 2010-C            | 19    | 12   | 4    | 3    | 2°   | -     | -    | -    | -    | 10            | 7             | 1             | 2             | 1/4           | 29      | 19      | 5       | 5       | 71.26%      | 50      | 22      | +28     |
| Estudiantes Argentina | 1.ª               | 2010-A            | 19    | 14   | 3    | 2    | 1°   | -     | -    | -    | -    | 4             | 0             | 2             | 2             | 2°            | 23      | 14      | 5       | 4       | 68.12%      | 34      | 12      | +20     |
| Total Estudiantes     | Total Estudiantes | Total Estudiantes | 70    | 42   | 15   | 13   | -    | -     | -    | -    | -    | 27            | 16            | 6             | 5             | -             | 97      | 58      | 21      | 18      | 67.01%      | 152     | 69      | +83     |

| Equipo                        | Temporada       | Amistosos | Amistosos | Amistosos | Amistosos | Eliminatorias | Eliminatorias | Eliminatorias | Eliminatorias | Eliminatorias | Mundial | Mundial | Mundial | Mundial | Mundial | Totales | Totales | Totales | Totales | Totales     | Totales | Totales | Totales |
| Equipo                        | Temporada       | Part.     | G         | E         | P         | Part.         | G             | E             | P             | Pos.          | Part.   | G       | E       | P       | Pos.    | Part.   | G       | E       | P       | Rendimiento | GF      | GC      | Dif.    |
| ----------------------------- | --------------- | --------- | --------- | --------- | --------- | ------------- | ------------- | ------------- | ------------- | ------------- | ------- | ------- | ------- | ------- | ------- | ------- | ------- | ------- | ------- | ----------- | ------- | ------- | ------- |
| Selección Argentina Argentina | 2011            | 4         | 2         | 1         | 1         | 4             | 2             | 1             | 1             | -             | -       | -       | -       | -       | -       | 8       | 4       | 2       | 2       | 58.33%      | 11      | 7       | +4      |
| Selección Argentina Argentina | 2012            | 6         | 4         | 1         | 1         | 5             | 4             | 1             | 0             | -             | -       | -       | -       | -       | -       | 11      | 8       | 2       | 1       | 78.79%      | 26      | 11      | +15     |
| Selección Argentina Argentina | 2013            | 5         | 4         | 1         | 0         | 7             | 3             | 3             | 1             | 1°            | -       | -       | -       | -       | -       | 12      | 7       | 4       | 1       | 69.44%      | 26      | 11      | +15     |
| Selección Argentina Argentina | 2014            | 3         | 2         | 1         | 0         | -             | -             | -             | -             | -             | 7       | 5       | 1       | 1       | 2°      | 10      | 7       | 2       | 1       | 76.67%      | 13      | 3       | +10     |
| Total Selección               | Total Selección | 18        | 12        | 4         | 2         | 16            | 9             | 5             | 2             | -             | 7       | 5       | 1       | 1       | -       | 41      | 26      | 10      | 5       | 71.54%      | 76      | 33      | +43     |

Actualizado hasta su último partido dirigido, el 13 de julio de 2014. 

### Partidos como entrenador de la Selección Argentina
| #  | Fecha                    | Ciudad              | Competencia                       | Local          |                           | Resultado             |                                 | Visitante            |
| -- | ------------------------ | ------------------- | --------------------------------- | -------------- | ------------------------- | --------------------- | ------------------------------- | -------------------- |
| 1  | 2 de septiembre de 2011  | Calcuta             | Copa Times of India               | Argentina      | Bandera de Argentina      | 1:0 (0:0)             | Bandera de Venezuela            | Venezuela            |
| 2  | 6 de septiembre de 2011  | Daca                | Amistoso                          | Nigeria        | Bandera de Nigeria        | 1:3 (0:2)             | Bandera de Argentina            | Argentina            |
| 3  | 14 de septiembre de 2011 | Córdoba             | Superclásico de las Américas 2011 | Argentina      | Bandera de Argentina      | 0:0                   | Bandera de Brasil               | Brasil               |
| 4  | 28 de septiembre de 2011 | Belém               | Superclásico de las Américas 2011 | Brasil         | Bandera de Brasil         | 2:0 (0:0)             | Bandera de Argentina            | Argentina            |
| 5  | 7 de octubre de 2011     | Buenos Aires        | Eliminatorias Sudamericanas 2014  | Argentina      | Bandera de Argentina      | 4:1 (2:0)             | Bandera de Chile                | Chile                |
| 6  | 11 de octubre de 2011    | Puerto La Cruz      | Eliminatorias Sudamericanas 2014  | Venezuela      | Bandera de Venezuela      | 1:0 (0:0)             | Bandera de Argentina            | Argentina            |
| 7  | 11 de noviembre de 2011  | Buenos Aires        | Eliminatorias Sudamericanas 2014  | Argentina      | Bandera de Argentina      | 1:1 (0:0)             | Bandera de Bolivia              | Bolivia              |
| 8  | 15 de noviembre de 2011  | Barranquilla        | Eliminatorias Sudamericanas 2014  | Colombia       | Bandera de Colombia       | 1:2 (1:0)             | Bandera de Argentina            | Argentina            |
| 9  | 29 de febrero de 2012    | Berna               | Amistoso                          | Suiza          | Bandera de Suiza          | 1:3 (0:1)             | Bandera de Argentina            | Argentina            |
| 10 | 2 de junio de 2012       | Buenos Aires        | Eliminatorias Sudamericanas 2014  | Argentina      | Bandera de Argentina      | 4:0 (3:0)             | Bandera de Ecuador              | Ecuador              |
| 11 | 9 de junio de 2012       | Nueva Jersey        | Amistoso                          | Argentina      | Bandera de Argentina      | 4:3 (2:1)             | Bandera de Brasil               | Brasil               |
| 12 | 15 de agosto de 2012     | Fráncfort del Meno  | Amistoso                          | Alemania       | Bandera de Alemania       | 1:3 (0:1)             | Bandera de Argentina            | Argentina            |
| 13 | 7 de septiembre de 2012  | Córdoba             | Eliminatorias Sudamericanas 2014  | Argentina      | Bandera de Argentina      | 3:1 (2:1)             | Bandera de Paraguay             | Paraguay             |
| 14 | 11 de septiembre de 2012 | Lima                | Eliminatorias Sudamericanas 2014  | Perú           | Bandera de Perú           | 1:1 (1:1)             | Bandera de Argentina            | Argentina            |
| 15 | 19 de septiembre de 2012 | Goiania             | Superclásico de las Américas 2012 | Brasil         | Bandera de Brasil         | 2:1 (1:1)             | Bandera de Argentina            | Argentina            |
| 16 | 12 de octubre de 2012    | Ciudad de Mendoza   | Eliminatorias Sudamericanas 2014  | Argentina      | Bandera de Argentina      | 3:0 (0:0)             | Bandera de Uruguay              | Uruguay              |
| 17 | 16 de octubre de 2012    | Santiago de Chile   | Eliminatorias Sudamericanas 2014  | Chile          | Bandera de Chile          | 1:2 (0:2)             | Bandera de Argentina            | Argentina            |
| 18 | 14 de noviembre de 2012  | Riad                | Amistoso                          | Arabia Saudita | Bandera de Arabia Saudita | 0:0                   | Bandera de Argentina            | Argentina            |
| 19 | 21 de noviembre de 2012  | Buenos Aires        | Superclásico de las Américas 2012 | Argentina      | Bandera de Argentina      | 2:1 (0:0) (4:5 pen.)  | Bandera de Brasil               | Brasil               |
| 20 | 6 de febrero de 2013     | Estocolmo           | Amistoso                          | Suecia         | Bandera de Suecia         | 2:3 (1:3)             | Bandera de Argentina            | Argentina            |
| 21 | 22 de marzo de 2013      | Buenos Aires        | Eliminatorias Sudamericanas 2014  | Argentina      | Bandera de Argentina      | 3:0 (2:0)             | Bandera de Venezuela            | Venezuela            |
| 22 | 26 de marzo de 2013      | La Paz              | Eliminatorias Sudamericanas 2014  | Bolivia        | Bandera de Bolivia        | 1:1 (1:1)             | Bandera de Argentina            | Argentina            |
| 23 | 7 de junio de 2013       | Buenos Aires        | Eliminatorias Sudamericanas 2014  | Argentina      | Bandera de Argentina      | 0:0                   | Bandera de Colombia             | Colombia             |
| 24 | 11 de junio de 2013      | Quito               | Eliminatorias Sudamericanas 2014  | Ecuador        | Bandera de Ecuador        | 1:1 (1:1)             | Bandera de Argentina            | Argentina            |
| 25 | 14 de junio de 2013      | Ciudad de Guatemala | Amistoso                          | Guatemala      | Bandera de Guatemala      | 0:4 (0:3)             | Bandera de Argentina            | Argentina            |
| 26 | 14 de agosto de 2013     | Roma                | Copa Francisco 2013               | Italia         | Bandera de Italia         | 1:2 (0:1)             | Bandera de Argentina            | Argentina            |
| 27 | 10 de septiembre de 2013 | Asunción            | Eliminatorias Sudamericanas 2014  | Paraguay       | Bandera de Paraguay       | 2:5 (1:2)             | Bandera de Argentina            | Argentina            |
| 28 | 11 de octubre de 2013    | Buenos Aires        | Eliminatorias Sudamericanas 2014  | Argentina      | Bandera de Argentina      | 3:1 (2:1)             | Bandera de Perú                 | Perú                 |
| 29 | 15 de octubre de 2013    | Montevideo          | Eliminatorias Sudamericanas 2014  | Uruguay        | Bandera de Uruguay        | 3:2 (2:2)             | Bandera de Argentina            | Argentina            |
| 30 | 15 de noviembre de 2013  | Nueva Jersey        | Amistoso                          | Ecuador        | Bandera de Ecuador        | 0:0                   | Bandera de Argentina            | Argentina            |
| 31 | 18 de noviembre de 2013  | San Luis            | Amistoso                          | Argentina      | Bandera de Argentina      | 2:0 (1:0)             | Bandera de Bosnia y Herzegovina | Bosnia y Herzegovina |
| 32 | 5 de marzo de 2014       | Bucarest            | Amistoso                          | Argentina      | Bandera de Argentina      | 0:0 (0:0)             | Bandera de Rumania              | Rumania              |
| 33 | 4 de junio de 2014       | Buenos Aires        | Amistoso                          | Argentina      | Bandera de Argentina      | 3:0 (1:0)             | Bandera de Trinidad y Tobago    | Trinidad y Tobago    |
| 34 | 7 de junio de 2014       | La Plata            | Amistoso                          | Argentina      | Bandera de Argentina      | 2:0 (1:0)             | Bandera de Eslovenia            | Eslovenia            |
| 35 | 15 de junio de 2014      | Río de Janeiro      | Copa Mundial de Fútbol de 2014    | Argentina      | Bandera de Argentina      | 2:1 (1:0)             | Bandera de Bosnia y Herzegovina | Bosnia y Herzegovina |
| 36 | 21 de junio de 2014      | Belo Horizonte      | Copa Mundial de Fútbol de 2014    | Argentina      | Bandera de Argentina      | 1:0 (0:0)             | Bandera de Irán                 | Irán                 |
| 37 | 25 de junio de 2014      | Porto Alegre        | Copa Mundial de Fútbol de 2014    | Nigeria        | Bandera de Nigeria        | 2:3 (1:2)             | Bandera de Argentina            | Argentina            |
| 38 | 1 de julio de 2014       | San Pablo           | Copa Mundial de Fútbol de 2014    | Argentina      | Bandera de Argentina      | 1:0 (1:0, 0:0) (pró.) | Bandera de Suiza                | Suiza                |
| 39 | 5 de julio de 2014       | Brasilia            | Copa Mundial de Fútbol de 2014    | Argentina      | Bandera de Argentina      | 1:0 (1:0)             | Bandera de Bélgica              | Bélgica              |
| 40 | 9 de julio de 2014       | San Pablo           | Copa Mundial de Fútbol de 2014    | Argentina      | Bandera de Argentina      | 0:0 (0:0) (4:2 pen.)  | Bandera de los Países Bajos     | Países Bajos         |
| 41 | 13 de julio de 2014      | Río de Janeiro      | Copa Mundial de Fútbol de 2014    | Alemania       | Bandera de Alemania       | 1:0 (0:0)             | Bandera de Argentina            | Argentina            |

### Por rivales
| Rival                | PJ | PG | PE | PP | GF | GC | Dif |
| -------------------- | -- | -- | -- | -- | -- | -- | --- |
| Alemania             | 2  | 1  | 0  | 1  | 3  | 2  | 0   |
| Arabia Saudita       | 1  | 0  | 1  | 0  | 0  | 0  | 0   |
| Bélgica              | 1  | 1  | 0  | 0  | 1  | 0  | +1  |
| Bolivia              | 2  | 0  | 2  | 0  | 2  | 2  | 0   |
| Bosnia y Herzegovina | 2  | 2  | 0  | 0  | 4  | 1  | +3  |
| Brasil               | 5  | 2  | 1  | 2  | 7  | 8  | -1  |
| Chile                | 2  | 2  | 0  | 0  | 6  | 2  | +4  |
| Colombia             | 2  | 1  | 1  | 0  | 2  | 1  | +1  |
| Ecuador              | 3  | 1  | 2  | 0  | 5  | 1  | +4  |
| Eslovenia            | 1  | 1  | 0  | 0  | 2  | 0  | +2  |
| Guatemala            | 1  | 1  | 0  | 0  | 4  | 0  | +4  |
| Irán                 | 1  | 1  | 0  | 0  | 1  | 0  | +1  |
| Italia               | 1  | 1  | 0  | 0  | 2  | 1  | +1  |
| Nigeria              | 2  | 2  | 0  | 0  | 6  | 3  | +3  |
| Países Bajos         | 1  | 0  | 1  | 0  | 0  | 0  | 0   |
| Paraguay             | 2  | 2  | 0  | 0  | 8  | 3  | +5  |
| Perú                 | 2  | 1  | 1  | 0  | 4  | 2  | +2  |
| Rumania              | 1  | 0  | 1  | 0  | 0  | 0  | 0   |
| Suecia               | 1  | 1  | 0  | 0  | 3  | 2  | +1  |
| Suiza                | 2  | 2  | 0  | 0  | 4  | 1  | +3  |
| Trinidad y Tobago    | 1  | 1  | 0  | 0  | 3  | 0  | +3  |
| Uruguay              | 2  | 1  | 0  | 1  | 5  | 3  | +2  |
| Venezuela            | 3  | 2  | 0  | 1  | 4  | 1  | +3  |
| TOTAL                | 41 | 26 | 10 | 5  | 76 | 33 | +43 |

## Palmarés

### Como jugador

#### Torneos regionales
| Título            | Equipo | Estado             | Año  |
| ----------------- | ------ | ------------------ | ---- |
| Campeonato Gaúcho | Grêmio | Río Grande del Sur | 1985 |
| Campeonato Gaúcho | Grêmio | Río Grande del Sur | 1986 |

#### Torneos nacionales
| Título           | Equipo           | País      | Año    |
| ---------------- | ---------------- | --------- | ------ |
| Primera División | River Plate      | Argentina | M-1975 |
| Primera División | River Plate      | Argentina | N-1975 |
| Primera División | River Plate      | Argentina | M-1977 |
| Primera División | Estudiantes (LP) | Argentina | M-1982 |
| Primera División | Estudiantes (LP) | Argentina | N-1983 |

### Como asistente técnico

#### Campeonatos nacionales
| Título           | Entrenador        | Equipo      | País      | Año     |
| ---------------- | ----------------- | ----------- | --------- | ------- |
| Primera División | Daniel Passarella | River Plate | Argentina | 1989-90 |
| Primera División | Daniel Passarella | River Plate | Argentina | A-1991  |
| Primera División | Daniel Passarella | River Plate | Argentina | A-1993  |
| Primera División | Daniel Passarella | Monterrey   | México    | 2003    |

#### Campeonatos internacionales
| Título               | Entrenador        | Equipo           | Sede          | Año  |
| -------------------- | ----------------- | ---------------- | ------------- | ---- |
| Juegos Panamericanos | Daniel Passarella | Argentina sub-23 | Mar del Plata | 1995 |
| Juegos Olímpicos     | Daniel Passarella | Argentina sub-23 | Atlanta       | 1996 |

### Como entrenador

#### Torneos nacionales
| Título           | Equipo           | País      | Año    |
| ---------------- | ---------------- | --------- | ------ |
| Primera División | Estudiantes (LP) | Argentina | A-2010 |

#### Torneos internacionales
| Título            | Equipo           | Sede           | Año  |
| ----------------- | ---------------- | -------------- | ---- |
| Copa Libertadores | Estudiantes (LP) | Belo Horizonte | 2009 |

#### Distinciones individuales
| Distinción | Otorgado por | Año  |
| --- | ------------ | ---- |
| Ciudadano Ilustre de la Ciudad de La Plata                                                                        | La Plata     | 2012 |
| Premio democracia en deportes                                                                                     | Argentina    | 2014 |
| Premio Alumni de Oro (otorgado a la Selección Argentina por el subcampeonato obtenido en la Copa Mundial de 2014) | CIDEDFA      | 2014 |

#### Otros logros:
- Subcampeón de la Copa Mundial de Clubes de la FIFA 2009 con Estudiantes (LP).
- Subcampeón de la Recopa Sudamericana 2010 con Estudiantes (LP).
- Subcampeón del Torneo Clausura 2010 con Estudiantes (LP).
- Subcampeón de la Copa Mundial de Fútbol de 2014 con la Selección de fútbol de Argentina